# The Station Agent
The Station Agent (en el mundo de habla hispana, Vías cruzadas) es una película estadounidense independiente de 2003, de género comedia dramática, dirigida y escrita por Thomas McCarthy, y protagonizada por Peter Dinklage y Patricia Clarkson. Tuvo su estreno inicial en el Festival de Cine de Sundance y luego también fue recepcionada en San Sebastián y en Toronto.

## Sinopsis
La película narra la historia de Finbar McBride, un ya maduro hombre que debido a que nació con la anomalía de enanismo (mide menos de un metro y medio), se siente hastiado de que siempre sea el centro de miradas de las demás personas de su entorno, debido a la condición de su estatura, además de que de niño fue considerado raquítico. A él, pasar inadvertido ante los otros le resulta complicado, debido a la curiosidad que atrae.
Tras la muerte del único amigo que poseía, que también era su compañero de trabajo, Finbar plantea la idea de aislarse de su hostil entorno, disfrutando de la actividad que lo apasiona: los trenes. Por ello, decide marcharse e instalarse en una vieja y abandonada estación ferroviaria de la ciudad de Nueva Jersey, para disfrutar de su pasión.
Durante su estadía, Finbar se va relacionando con los curiosos habitantes de la casi desértica zona. Especialmente con Olivia Harris, una artista venida a menos que intenta olvidar la trágica muerte de su hijo y el reciente quiebre de su matrimonio; y con Joe Oramas, un hábil cocinero que trabaja en un humilde puesto de comidas, de carácter histriónico totalmente antagónico al carácter de Finbar.
Con el correr de los días, la relación de Finbar y los personajes de la zona va aumentando y de manera repentina empieza a establecer relaciones desinteresadas mucho más humanas de las que en un principio creía, en donde todos y cada uno comparten sus anhelos, sus aspiraciones, y también, su soledad.

## Reparto
- Peter Dinklage - Finbar McBride
- Patricia Clarkson - Olivia Harris
- Bobby Cannavale - Joe Oramas
- Michelle Williams - Emily
- Raven Goldwin- Cleo
- Paul Benjamin- Henry Styles
- Richard Kind- Louis Tiboni
- Josh Pais- Carl
- Joe Lo Truglio- Danny
- John Slattery- David
- Jayce Bartok- Chris

## Recepción de la crítica
La película posee un 95 % de aceptación en el sitio Rotten Tomatoes sobre 151 comentarios, mientras que en Metacritic su aprobación llega al 81 con 36 reseñas.
Kenneth Turan de Los Angeles Times expresó: "es una encantadora historia de la delicada intersección de tres vidas individuales. Es el tipo de película completamente personal y también universal, que los festivales y el movimiento independiente entero debe celebrar".
A.O. Scott de The New York Times expresó: "Thomas McCarthy tiene una apreciación de tranquilidad para ocupar el mismo espacio que los personajes tienen en éste filme. Un delicado, atento y a menudo divertido retrato de la soledad".
Roger Ebert de Chicago Sun Times calificó con tres estrellas y media al filme (sobre cuatro) y opinó: "si, ésta es una comedia, pero también es triste, y, finalmente, es simplemente una historia sobre tratar de averiguar lo que te gusta hacer y de que los demás traten de averiguar como tratar también de hacerlo".

## Premios
Premios BAFTA
| Año  | Categoría            | Persona         | Resultado |
| ---- | -------------------- | --------------- | --------- |
| 2004 | Mejor guion original | Thomas McCarthy | Ganador   |

Premio del Sindicato de Actores
| Año  | Categoría     | Persona           | Resultado |
| ---- | ------------- | ----------------- | --------- |
| 2003 | Mejor actor   | Peter Dinklage    | Candidato |
| 2003 | Mejor actriz  | Patricia Clarkson | Candidata |
| 2003 | Mejor reparto | Mejor reparto     | Candidata |

Independent Spirit Awards
| Año  | Categoría                 | Persona                                                     | Resultado |
| ---- | ------------------------- | ----------------------------------------------------------- | --------- |
| 2003 | Mejor actor               | Peter Dinklage                                              | Candidato |
| 2003 | Premio John Cassavetes    | Thomas McCarthy Mary Jane Skalski Robert May Kathryn Tucker | Ganadores |
| 2003 | Premio de los Productores | Mary Jane Skalski                                           | Ganadora  |